# Vriesea castaneobulbosa
Vriesea castaneobulbosa là một loài thuộc chi Vriesea. Đây là loài bản địa của Costa Rica.